# Micropentila flavopunctata
Micropentila flavopunctata är en fjärilsart som beskrevs av Henry Stempffer och Bennett 1965. Micropentila flavopunctata ingår i släktet Micropentila och familjen juvelvingar. Inga underarter finns listade i Catalogue of Life.